# Shinobi: Heart Under Blade
Shinobi - Heart Under Blade (br: Shinobi: A Batalha jp: Kouga Ninpouchou Basilisk - The Live-Action) é um drama romântico japonês de 2005, dirigido por Ten Shimoyama e escrito por Kenya Hirata. A história trata-se de uma adaptação do romance de Futaro Yamada (山田 風太郎, Yamada Fūtarō) The Kouga Ninja Scrolls, o qual retrata um combate ente dois clãs ninjas, Iga e Kouga, e o fatídico amor entre o guerreiro Gennosuke (líder herdeiro dos Kouga) e jovem Oboro (líder herdeira de Iga). A música-tema deste filme foi "HEAVEN" da conhecida cantora de J-Pop Ayumi Hamasaki.
Em 6 de fevereiro de 2007, a Funimation Entertainment lançou o filme nos Estados Unidos. O DVD contém 2 discos, sendo um trazendo o filme original no idioma japonês e uma nova dublagem feita pela própria Funimation e o segundo contendo material extra especial e cenas dos bastidores. Todo o conteúdo é acompanhado de legendas em inglês.
Um mangá (posteriormente também lançado em anime) chamado Basilisk – Kouga Ninpou Chou foi concebido baseando-se tanto na obra literária quanto no filme, trazendo os mesmos conhecidos personagens (muito embora tendo estes características que os diferenciam sensívelmente das demais obras).

## Sinopse
A trama inicia-se imediatamente após o Período Sengoku japonês. Iga e Kouga, dois clãs mercenários e antigos rivais tramam uma vingança mútua já a centenas de anos. Por volta do ano de 1614, Tokugawa Ieyasu, o soberano do país e fundador do Xogunato Tokugawa, alerta-se da ameaça que a existência destes dois clãs ninjas representam. Em uma tentativa de consolidar seu reino, ele deliberadamente alimenta a rivalidade existente entre eles e convida ambos os clãs à selecionarem seus cinco mais habilidosos guerreiros para enfrentarem-se em uma espécie de competição até a morte. Designados para liderarem seus respectivos clãs nesta batalha, Kouga Gennosuke (Joe Odagiri) e Oboro (Yukie Nakama), os quais são apaixonados e acabaram de casarem-se em segredo, são forçados à erguerem armas um contra o outro, sendo vítimas desta manobra política. Sendo assim, eles devem fazer uma difícil escolha.
Inicialmente, sendo estes pacifístas e respeitando a preciosidade da vida, eles tentam impedir esta guerra sem sentido questionando os motivos que levaram o Xogum à tomar esta decisão. Porém este esforço vai mostrando-se infrutífero à medida que os duelos entre os dois clãs vai fazendo mais e mais vítimas, o que acaba por fazê-los gradativamente aceitarem seus destinos. 
Em seu último encontro, o casal amargurado vê-se obrigado à lutar um contra o outro. Kouga Gennosuke, permanecendo fiél à sua amada até o fim, decide não proteger-se da investida de Oboro, permitindo que ela o derrote e, assim, declarando o clã de Iga como o "vencedor". 
Mas enquanto os clãs enfrentavam-se em terrasdistantes de suas vilas natais, Ieyasu manda até estas seus exércitos com a missão de aproveitarem-se da ausência de seus mais mortais guerreiros para exterminarem toda a população de ambos os refúgios e, desta maneira, extinguir a ameaça dos ninjas sobre-humanos. Gennosuke, que já havia descoberto sobre o verdadeiro intuíto do xogunato pouco antes de encontrar-se pela última vez com Oboro, pede-lhe com suas últimas palavras para que salvasse as aldeias. Para tanto, Oboro retorna ao palácio imperial e implora ao Xogum Tokugawa Ieyasu para que poupasse seus povos e, como prova de sua sinceridade, ela perfura seus próprios olhos diante de um surpreso imperador e sua corte, assim destruíndo sua arma mais mortal, o olhar "Piercing Eyes" (破幻之瞳, "Hagen no Dō". "os olhos da destruição"). 
Profundamente comovido pelo gesto de Oboro, Ieyasu envia ordens para cessar os ataques contra as aldeias, poupando-as. As próximas gerações de Iga e Kouga puderam então vivenciar tempos de paz, reclusos em suas vilas secretas.

## Elenco principal
- Joe Odagiri – Genosuke Kouga
- Yukie Nakama - Oboro
- Erika Sawajiri - Hotarubi
- Hoka Kinoshita – Saemon Kisaragi
- Kippei Shiina -  Tenzen Yakushiji
- Lily - Ogen
- Minoru Terada – Danjo Kouga
- Mitsuki Koga – Koshiro Chikuma
- Shun Ito – Nenki Mino
- Takeshi Masu – Hyoma Muroga
- Taku Sakagushi - Yashamaru
- Tomoka Kurotani – Kagero
- Houka Kinoshita - Kisaragi Saemon